# Olivier Dô Huu
Olivier Dô Huu est un ingénieur du son et un mixeur français.

## Biographie
Il fait des études de cinéma à l'École nationale supérieure Louis-Lumière, département son, dont il sort diplômé en 1989.

## Filmographie (sélection)

### comme ingénieur du son
- 1997 : La Bouche de Jean-Pierre de Lucile Hadzihalilovic
- 1998 : Seul contre tous de Gaspar Noé
- 1999 : Mauvaises Fréquentations de Jean-Pierre Améris
- 2003 : Tatami de Camille de Casabianca
- 2005 : Gabrielle de Patrice Chéreau
- 2006 : La Tourneuse de pages de Denis Dercourt
- 2007 : Les Méduses d'Etgar Keret et Shira Geffen
- 2008 : Stella de Sylvie Verheyde
- 2008 : Nés en 68 d'Olivier Ducastel et Jacques Martineau
- 2009 : Yuki et Nina d'Hippolyte Girardot et Nobuhiro Suwa
- 2009 : Trésor de Claude Berri
- 2009 : Partir de Catherine Corsini
- 2009 : Une semaine sur deux (et la moitié des vacances scolaires) d'Ivan Calbérac
- 2010 : La Princesse de Montpensier de Bertrand Tavernier
- 2011 : Mon père est femme de ménage de Saphia Azzeddine
- 2012 : Confession d'un enfant du siècle de Sylvie Verheyde
- 2013 : Pour ton anniversaire de Denis Dercourt
- 2013 : Cookie de Léa Fazer
- 2014 : Vincent n'a pas d'écailles de Thomas Salvador
- 2014 : Tiens-toi droite de Katia Lewkowicz
- 2014 : Maestro de Léa Fazer
- 2014 : Fastlife de Thomas N'Gijol
- 2014 : Diplomatie de Volker Schlöndorff
- 2015 : Le Grand Partage d'Alexandra Leclère
- 2015 : Valley of Love de Guillaume Nicloux
- 2015 : En équilibre de Denis Dercourt
- 2016 : Primaire d'Hélène Angel
- 2016 : Sex Doll de Sylvie Verheyde
- 2016 : La Nouvelle Vie de Paul Sneijder de Thomas Vincent
- 2016 : Voyage à travers le cinéma français de Bertrand Tavernier
- 2016 : Pattaya de Franck Gastambide
- 2017 : La Deuxième Étoile de Lucien Jean-Baptiste
- 2017 : Retour à Montauk de Volker Schlöndorff
- 2018 : Mme Mills, une voisine si parfaite de Sophie Marceau
- 2019 : Thalasso de Guillaume Nicloux
- 2022 : Tout le monde aime Jeanne de Céline Devaux

### comme mixeur
- 1998 : L'École de la chair de Benoît Jacquot
- 1998 : Ceux qui m'aiment prendront le train de Patrice Chéreau
- 2000 : La Fausse Suivante de Benoît Jacquot
- 2002 : L'Idole de Samantha Lang
- 2002 : Une affaire privée de Guillaume Nicloux
- 2002 : Fais-moi des vacances de Didier Bivel
- 2003 : Son frère de Patrice Chéreau
- 2004 : Le Silence d'Orso Miret
- 2004 : Je suis un assassin de Thomas Vincent
- 2005 : Voisins, voisines de Malik Chibane
- 2005 : Les Mauvais Joueurs de Frédéric Balekdjian
- 2005 : Crustacés et Coquillages] d'Olivier Ducastel et Jacques Martineau
- 2006 : Les Ambitieux de Catherine Corsini
- 2006 : Les Climats de Nuri Bilge Ceylan
- 2006 : Le Concile de pierre de Guillaume Nicloux
- 2006 : Je me fais rare de Dante Desarthe
- 2006 : Serko de Joël Farges
- 2006 : Itinéraires de Christophe Otzenberger
- 2007 : La Clef de Guillaume Nicloux
- 2008 : Un monde à nous de Frédéric Balekdjian
- 2008 : Le Nouveau Protocole de Thomas Vincent
- 2008 : Notre univers impitoyable de Léa Fazer
- 2009 : Partir de Catherine Corsini
- 2009 : Persécution de Patrice Chéreau
- 2010 : Holiday de Guillaume Nicloux
- 2010 : Dernier étage, gauche, gauche d'Angelo Cianci
- 2010 : Ensemble, c'est trop de Léa Fazer
- 2010 : L'Arbre et la Forêt d'Olivier Ducastel et Jacques Martineau
- 2011 : Love and Bruises de Lou Ye
- 2011 : Le Moine de Dominik Moll
- 2012 : L'Homme qui rit de Jean-Pierre Améris
- 2012 : Trois mondes de Catherine Corsini
- 2012 : Je fais feu de tout bois de Dante Desarthe
- 2012 : Une vie meilleure de Cédric Kahn
- 2012 : Je suis d'Emmanuel Finkiel
- 2012 : 30° Couleur de Lucien Jean-Baptiste et Philippe Larue
- 2013 : Pour ton anniversaire de Denis Dercourt
- 2013 : Les Garçons et Guillaume, à table ! de Guillaume Gallienne
- 2013 : Quai d'Orsay de Bertrand Tavernier
- 2013 : La Religieuse de Guillaume Nicloux
- 2015 : La Vie très privée de Monsieur Sim de Michel Leclerc
- 2015 : Le Grand Partage d'Alexandra Leclère
- 2016 : Baccalauréat de Cristian Mungiu
- 2016 : The End de Guillaume Nicloux
- 2016 : Dieumerci ! de Lucien Jean-Baptiste
- 2017 : Garde alternée d'Alexandra Leclère
- 2019 : Thalasso de Guillaume Nicloux
- 2022 : R.M.N. de Cristian Mungiu
- 2024 : Les Derniers hommes

## Distinctions

### Nominations
- César du meilleur son
  - en 2006 pour Gabrielle
  - en 2014 pour Les Garçons et Guillaume, à table !